# De Maere

Wapenschild (1842), met bovenin de Wase Raap

De Maere (ook: De Maere d'Aertryke) is een geslacht waarvan leden sinds 1842 tot de Nederlandse adel en sinds 1867 tot de Belgische adel behoren; alleen de Belgische tak leeft nog voort.

## Geschiedenis
De stamreeks begint met Sander s'Mare, of: de Mare, die in 1409 wordt vermeld als kerkmeester van de kerk van Sint-Niklaas.
Bij Koninklijk Besluit van 7 augustus 1842 werd Charles Louis de Maere (1802-1885) verheven in de Nederlandse adel. Twee van zijn zonen werden op 31 januari 1867 erkend te behoren tot de Belgische adel en hijzelf verkreeg in 1871 in België de titel van baron bij eerstgeboorte.

## Enkele telgen
- Charles Louis baron de Maere (1802-1885), textielfabrikant in België en Nederland, dichter en componist
- Camille Charles Auguste baron de Maere d'Aertryke (1826-1900), Belgisch volksvertegenwoordiger
- Emile François Ghislain baron de Maere (1825-1898)
- Maximilien Jules Emile Maurice baron de Maere d'Aertryke (1864-1941), Belgisch volksvertegenwoordiger
- Pierre de Maere (°2001), Belgisch muzikant